# Rognon (Scey)
Der Rognon ist ein Fluss in Frankreich, der im Département Haute-Saône in der Region Bourgogne-Franche-Comté verläuft. Er entspringt im äußersten Südost-Bereich des Regionalen Naturparks Ballons des Vosges beim Ort Magny-Danigon, entwässert generell in südwestlicher Richtung und mündet nach rund 19 Kilometern an der Gemeindegrenze von Villafans und Senargent-Mignafans als linker Nebenfluss in den Scey.

## Orte am Fluss
- Magny-Danigon
- Lyoffans
- Moffans-et-Vacheresse
- La Vergenne
- Athesans-Étroitefontaine